# Mendelssohn-Werkverzeichnis
Il Mendelssohn-Werkverzeichnis (Catalogo delle opere di Mendelssohn), in sigla MWV, è il catalogo tematico delle composizioni di Felix Mendelssohn, pubblicato nel 2009 in occasione del bicentenario della nascita del compositore. È stato curato da Ralf Wehner, musicologo ed esperto mendelssohniano dell'Accademia Sassone delle Scienze di Lipsia (Sächsische Akademie der Wissenschaften zu Leipzig). Il catalogo è stato presentato il 26 agosto 2009 presso la Mendelssohn-Haus, durante il Festival mendelssohniano ed in occasione del congresso internazionale Felix Mendelssohn Bartholdy - Kompositorisches Werk und künstlerisches Wirken (Felix Mendelssohn Bartholdy - Le sue opere come compositore ed artista).

## Il catalogo
Molte composizioni di Mendelssohn sono state pubblicate solo dopo metà Novecento e non sono inquadrabili tramite i numeri di opus tradizionali, rendendo necessaria una sistemazione più organica. Il lavoro di catalogazione di Wehner è frutto di una lunga ricerca bibliografica su materiale proveniente da oltre 1 500 biblioteche, consultando oltre 15 000 cataloghi d'asta, 12 000 lettere e 2 500 fonti su lavori sconosciuti. L'opera include una catalogazione e una descrizione dei manoscritti e delle stampe note, ed in appendice vengono trattate le opere attribuite di origine incerta e gli arrangiamenti di materiale mendelssohniano effettuati da altri compositori. Il catalogo è diviso in 26 gruppi:
- Musica vocale
  - Musica sacra per organico di grandi dimensioni
  - Musica sacra per organico di minori dimensioni
  - Musica sacra per voci soliste con accompagnamento
  - Musica profana vocale per organico di grandi dimensioni
  - Musica profana vocale per organico di minori dimensioni
  - Composizioni per coro misto e solisti
  - Composizioni per coro maschile e voci maschili
  - Composizioni per voce e orchestra
  - Composizioni per voce e ensemble strumentale
  - Composizioni per due voci e pianoforte
  - Composizioni per voce e pianoforte

- Musiche di scena
  - Opere e operette
  - Musiche di scena e altre opere per il teatro

- Musica strumentale
  - Sinfonie
  - Concerti e opere concertanti
  - Ouverture e altre opere orchestrali
  - Musica da camera con pianoforte
  - Musica da camera senza pianoforte
  - Composizioni per due pianoforti
  - Composizioni per pianoforte a quattro mani
  - Composizioni per pianoforte solo
  - Composizioni organistiche per due esecutori
  - Composizioni organistiche per un esecutore

- Miscellanea
  - Canoni vocali
  - Canoni strumentali
  - Varie

- Appendice
  - Appendice A - opere dubbie
  - Appendice B - opere di altri autori su materiale di Mendelssohn

- Corrispondenze
  - Corrispondenza tra i numeri d'opus del XIX sec. e numerazione del MWV